# 太子堂グループ

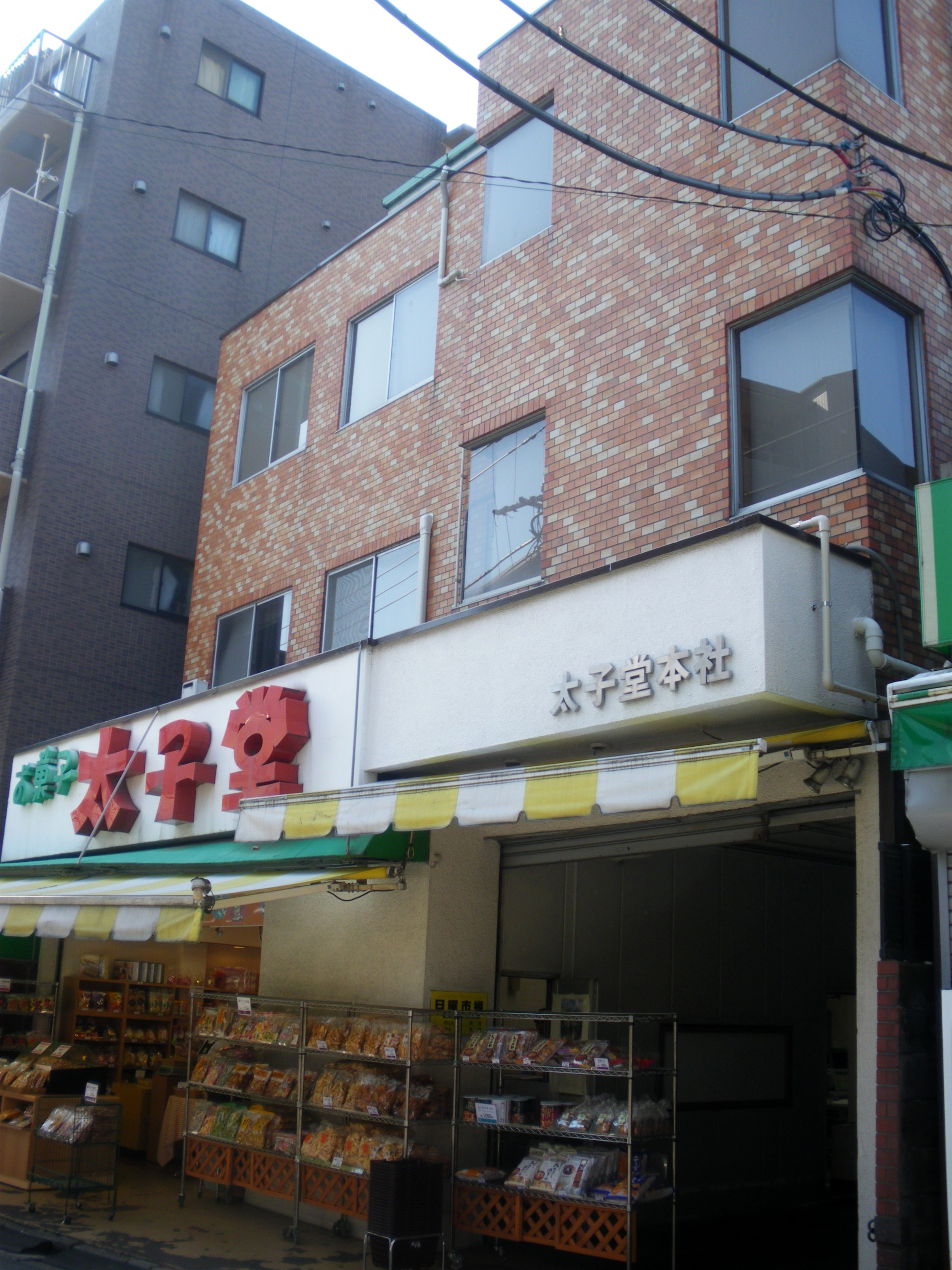
かつてのお菓子の太子堂本社。

太子堂グループ（たいしどうグループ）は、東京都千代田区に本社をもつ菓子小売会社である。
「お菓子の太子堂」という屋号は創業地が東京都世田谷区太子堂にあったことから名づけられている。
創業当初は主に城南地区の路面店で展開。その後、電鉄各社の駅ビルを中心とした出店戦略を展開、これが同社を大きく成長させた。旗艦店であった横浜ダイヤモンド店は僅か5坪程度の店舗ながら、年商7億円を叩き出すなど、極めて高い売上坪効率が強みであった。さらに新たな分野の開拓を目指し、雑貨店や酒販店、輸入食料品店、飲食店など様々な業態の展開を行った。しかし、商業施設賃料の高騰、コンセプト変化、商業施設における短期の定期賃貸借契約のスタンダード化など、主に出店立地に関連する環境の変化により大規模な見直しを図る事となる。

## 概要
- 企業名 株式会社太子堂
- 沿革
  - 1954年（昭和29年） 太子堂菓子店として創業
  - 1961年（昭和36年） 株式会社設立
  - 2015年（平成27年） 本社ビル改築のため、世田谷区太子堂から大田区西蒲田に本社移転
  - 2017年（平成29年） 創業家から大黒流通チェーンへ株式譲渡、江東区富岡に本社移転
- 運営店
  - お菓子の太子堂（菓子を中心とする食品販売）